# 규선석
규선석(珪線石, Sillimanite)은 은 알루미늄 규산염 광물의 하나로, 남정석과 홍주석의 동질이상체이다. 흔히 니질의 퇴적암이 고온에서 변성받거나 높은 정도의 광역변성작용을 받을 때 산출된다. 처음으로 기재된 것은 1824년 미국의 화학자 벤자민 실리먼(Benjamin Silliman)에 의해 의해서이다. 과거에는 규선석이 흔히 보이는 침상이나 섬유상의 결정형에 의해 fibrolite라는 이름 역시 사용되었다. 현재 이 fibrolite라는 용어는 십자석과 석영이 아주 고운 섬유상으로 합생할 때를 지칭할 때 가끔 사용되기도 한다.

## 물리적 특성
규선석은 흔히 육안으로 식별할 수 있는 크기의 주상 변성반정으로 나타나거나 기질에서 섬유상 혹은 침상으로 잘 발달한다. 간혹 고압에서는 입방체에 가까운 형태로 나기도 한다. 두드러지는 정도는 큰 편이며, 복굴절 정도도 높다. 그러나 (001)에 대해 평행한 단면에서는 복굴절도가 낮다. XPL상에서 정소광하며 {010}방향으로 벽개가 잘 발달하고 있다. 간혹 이에 가로지르는 단열이 현미경상에서 관찰되기도 한다.

## 산출지
한반도에서의 산출지는 아래와 같다. 경기도 가평군의 변성암에서는 규선석과 남정석이 산출되어 가평군의 변성암은 중압상계에 해당하는 변성작용을 받은 것으로 추정된다.
- 경기도 연천군 중면 마거리
- 경기도 가평군 남면 호명리
- 충청남도 대덕군 산내면 대별리
- 충청남도 천안군 입장면 양대리 성환사금광
- 전라북도 옥구군 미면 개야도
- 평안북도 신의주 낙원동, 선상동
- 평안북도 의주군 고진면, 고성면, 정주동, 용산동, 대산동
- 평안북도 의주군 위원면 삼하동
- 평안북도 강계군 곡하면 쌍부동
- 평안북도 강계군 공북면 향하동
- 함경남도 영흥군 장흥면 정동리
- 함경남도 단천군 북두일면 용천리
- 함경북도 길주군 덕산면 도목동
- 함경북도 길주군 장백면 상팔동

주로 변성암의 조암광물로 나고 있는데 이 중 대부분은 광역변성작용의 결과로 나고 있으며, 함북 길주군 도목동에서는 석회암중의 금광상에 나서 갈운모와 금, 자철광, 정장석과 공생한다.

## 같이 보기
- 광물 목록

1. ↑  이광진; 조문섭 (1992년). “가평-청평 지역 경기육괴의 변성작용 (Metamorphism of the Gyeonggi Massif in the Gapyeong-Cheongpyeong area)”. 《한국암석학회》 1 (1): 1-24.